# Кубок мира по фристайлу 2015/2016

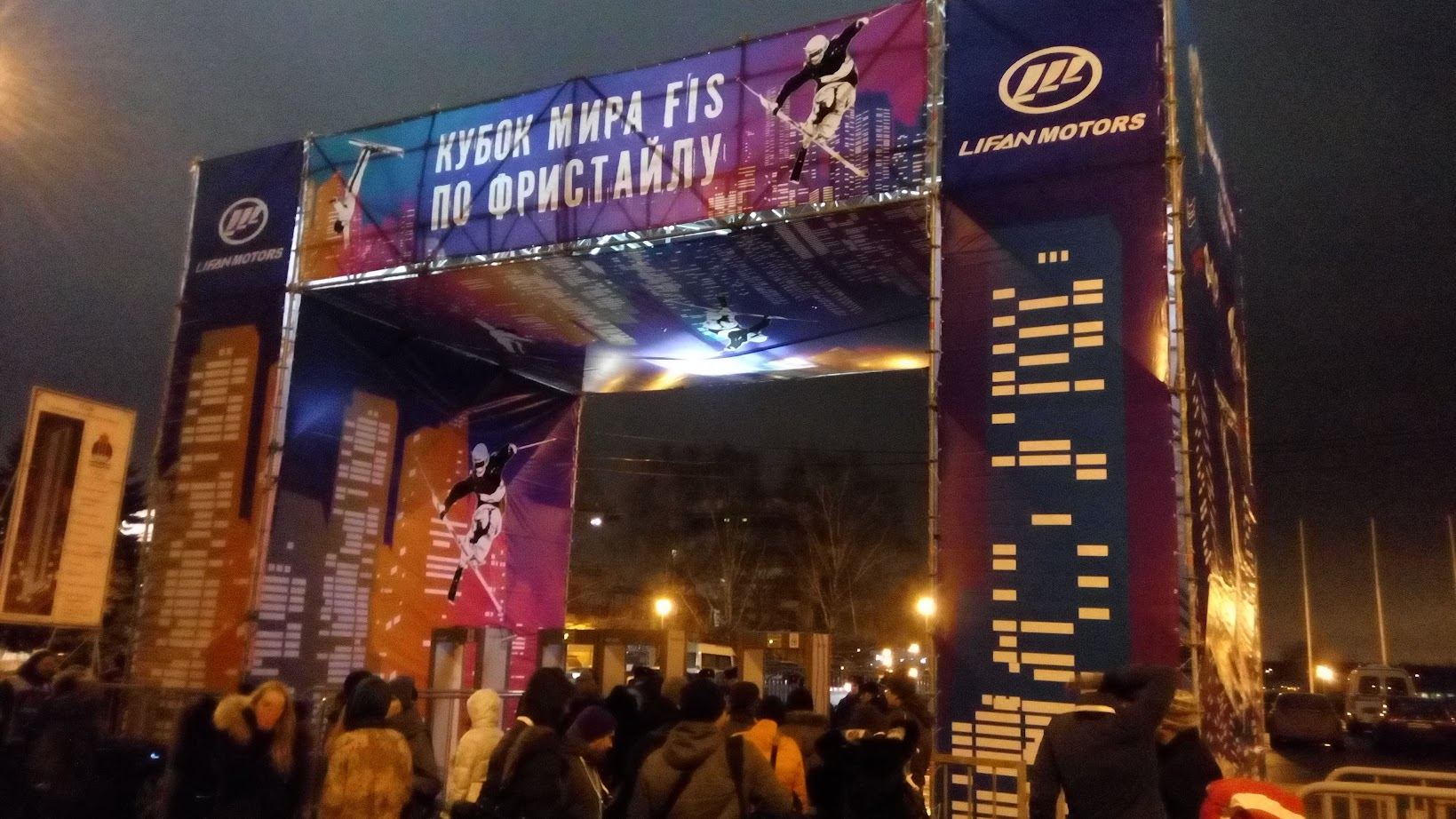
Февраль 2016 года, Москва

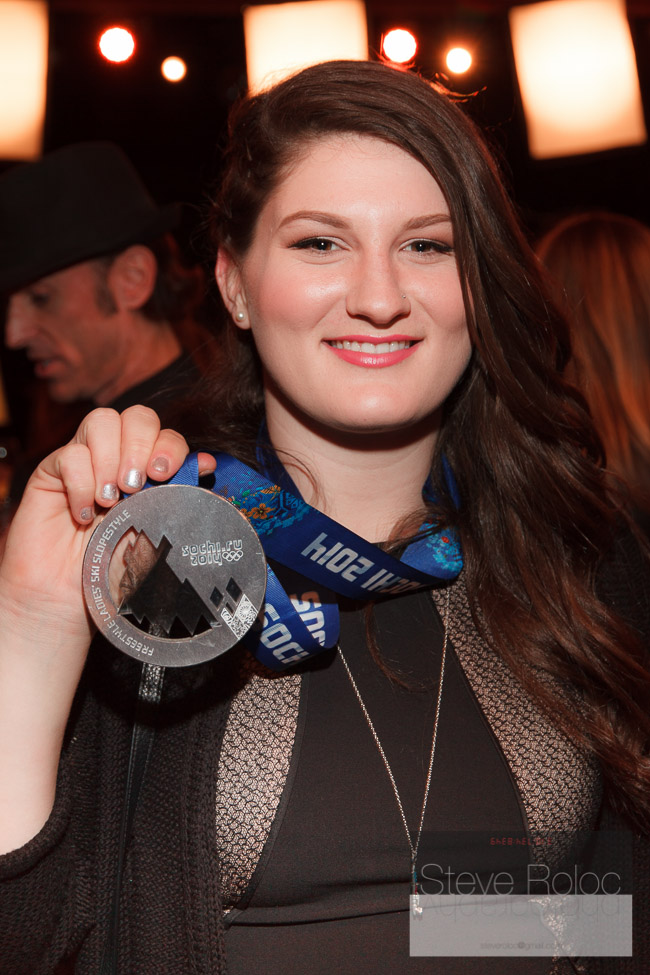
Обладательница Кубка мира в общем зачёте Девин Логан (фото 2014 года)

Кубок мира по фристайлу 2015/2016 — 37-й по счёту сезон Кубка мира, который начался 23 августа 2015 года и завершился 10 марта 2016 года. 
Соревнования проходили в шести дисциплинах фристайла: могул (в том числе параллельный), ски-кросс, акробатика, хафпайп, слоупстайл и биг-эйр. Этап Кубка мира по биг-эйру в Бостоне 12 февраля 2016 года стал первым в истории Кубка мира.
Обладателем Кубка мира в общем зачёте среди мужчин 5-й раз подряд стал канадский могулист Микаэль Кингсбери, выигравший за сезон 5 из 8 этапов и ещё дважды занимавший второе место. Второе и третье место в общем зачёте, серьёзно отстав от Кингсбери, заняли французы: Кевин Роллан (победитель в зачёте хафпайпа) и Жан-Фредерик Шапюи (лучший в ски-кроссе). Ещё два француза также попали в 10-ку лучших общего зачёта: Бенуа Валантен (хафпайп) и Бенжамен Каве (могул)
Среди женщин лучшей стала американка Девин Логан, выступающая в хафпайпе и слоупстайле/биг-эйре. Шведка Анна Хольмлунд второй сезон подряд стала второй в общем зачёте и третий раз в карьере победила в зачёта ски-кросса.
В Кубке наций в зачётах ски-кросса и могула лучшими стали канадцы, а американцы выиграли зачёты акробатики, слоупстайла/биг-эйра и хафпайпа. Канадцы также выиграли общий зачёт Кубка наций, а также зачёты среди мужчин и женщин.

## Общий зачёт. Топ-10
| № | Спортсмен           | Дисциплина         | Очки  |
| - | ------------------- | ------------------ | ----- |
| 1 | Микаэль Кингсбери   | Могул              | 88,13 |
| 2 | Кевин Роллан        | Хафпайп            | 59,20 |
| 3 | Жан-Фредерик Шапюи  | Ски-кросс          | 57,83 |
| 4 | Андри Рагеттли      | Слоупстайл/биг-эйр | 52,40 |
| 5 | Александр Абраменко | Акробатика         | 51,67 |
| 6 | Эйстейн Бротен      | Слоупстайл/биг-эйр | 49,60 |
| 7 | Аарон Бланк         | Хафпайп            | 49,00 |
|   | Бенуа Валантен      | Хафпайп            | 49,00 |
| 9 | Мэтт Грэм           | Могул              | 47,25 |
|   | Бенжамен Каве       | Могул              | 47,25 |

| №  | Спортсменка               | Дисциплина                   | Очки  |
| -- | ------------------------- | ---------------------------- | ----- |
| 1  | Девин Логан               | Хафпайп и слоупстайл/биг-эйр | 88,20 |
| 2  | Анна Хольмлунд            | Ски-кросс                    | 81,25 |
| 3  | Тириль Шостад Кристиансен | Слоупстайл/биг-эйр           | 69,00 |
| 4  | Эшли Колдуэлл             | Акробатика                   | 68,17 |
| 5  | Хлоэ Дюфур-Лапуант        | Могул                        | 61,75 |
| 6  | Мариэль Томпсон           | Ски-кросс                    | 61,42 |
| 7  | Эмма Дальстрём            | Слоупстайл/биг-эйр           | 60,00 |
| 8  | Жюстин Дюфур-Лапуант      | Могул                        | 58,88 |
| 9  | Аяна Онодзука             | Хафпайп                      | 58,00 |
| 10 | Даниэль Скотт             | Акробатика                   | 54,17 |

## Результаты
В скобках после имени победителя указано который по счёту этап Кубка мира за карьеру был выигран

### Мужчины

#### Акробатика

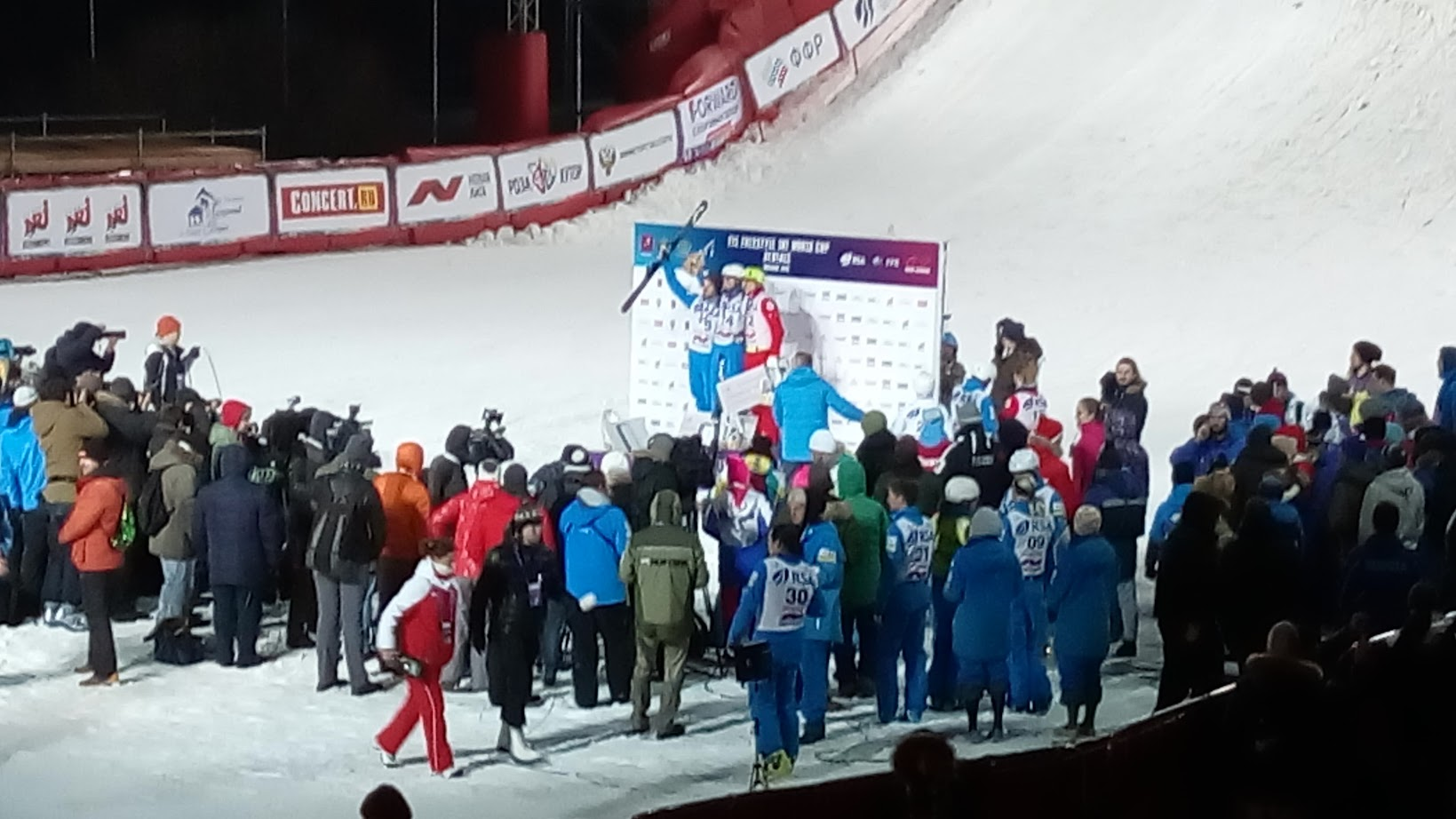
13 февраля 2016 года, Москва

| Дата        | Место         | Победитель                                                 | Второе место                                               | Третье место                                               | Ссылка                                                     |
| ----------- | ------------- | ---------------------------------------------------------- | ---------------------------------------------------------- | ---------------------------------------------------------- | ---------------------------------------------------------- |
| 19 дек 2015 | Пекин         | Ци Гуанпу (9)                                              | Пётр Медулич                                               | Дэвид Моррис                                               |                                                            |
| 20 дек 2015 | Пекин         | Максим Густик (2)                                          | Дэвид Моррис                                               | Александр Абраменко                                        |                                                            |
| 15 янв 2016 | Лейк-Плэсид   | Этап отменён из-за недостатка снега, перенесён в Дир-Вэлли | Этап отменён из-за недостатка снега, перенесён в Дир-Вэлли | Этап отменён из-за недостатка снега, перенесён в Дир-Вэлли | Этап отменён из-за недостатка снега, перенесён в Дир-Вэлли |
| 16 янв 2016 | Лейк-Плэсид   | Этап отменён из-за недостатка снега, перенесён в Дир-Вэлли | Этап отменён из-за недостатка снега, перенесён в Дир-Вэлли | Этап отменён из-за недостатка снега, перенесён в Дир-Вэлли | Этап отменён из-за недостатка снега, перенесён в Дир-Вэлли |
| 4 фев 2016  | Дир-Вэлли     | Ци Гуанпу (10)                                             | Оливье Рошон                                               | Александр Абраменко                                        |                                                            |
| 5 фев 2016  | Дир-Вэлли     | Пётр Медулич (1)                                           | Александр Абраменко                                        | Наоя Табара                                                |                                                            |
| 13 фев 2016 | Москва        | Мэк Бохоннон (3)                                           | Джонатон Лиллис                                            | Илья Буров                                                 |                                                            |
| 20 фев 2016 | Минск         | Кристофер Лиллис (1)                                       | Максим Густик                                              | Илья Буров                                                 |                                                            |
| 27 фев 2016 | Сьерра-Невада | Этап отменён                                               | Этап отменён                                               | Этап отменён                                               | Этап отменён                                               |

#### Могул
| Дата        | Место       | Вид | Победитель                          | Второе место                        | Третье место                        | Ссылка                              |
| ----------- | ----------- | --- | ----------------------------------- | ----------------------------------- | ----------------------------------- | ----------------------------------- |
| 12 дек 2015 | Рука        | ПМ  | Микаэль Кингсбери (29)              | Бенжамен Каве                       | Икума Хорисима                      |                                     |
| 14 янв 2016 | Лейк-Плэсид | М   | Этап отменён из-за недостатка снега | Этап отменён из-за недостатка снега | Этап отменён из-за недостатка снега | Этап отменён из-за недостатка снега |
| 23 янв 2016 | Сен-Ком     | М   | Микаэль Кингсбери (30)              | Мэтт Грэм                           | Лоран Дюме                          |                                     |
| 30 янв 2016 | Калгари     | М   | Микаэль Кингсбери (31)              | Филипп Маркис                       | Сё Эндо                             |                                     |
| 4 фев 2016  | Дир-Вэлли   | М   | Мэтт Грэм (1)                       | Микаэль Кингсбери                   | Лудвиг Фьялльстрём                  |                                     |
| 6 фев 2016  | Дир-Вэлли   | ПМ  | Антони Бенна (2)                    | Джими Салонен                       | Дмитрий Рейхерд                     |                                     |
| 27 фев 2016 | Тадзава     | М   | Брэдли Уилсон (3)                   | Микаэль Кингсбери                   | Мэтт Грэм                           |                                     |
| 28 фев 2016 | Тадзава     | ПМ  | Микаэль Кингсбери (32)              | Томас Роули                         | Бенжамен Каве                       |                                     |
| 5 мар 2016  | Москва      | ПМ  | Микаэль Кингсбери (33)              | Бенжамен Каве                       | Филипп Маркис                       |                                     |

#### Слоупстайл
| Дата        | Место          | Победитель                          | Второе место                        | Третье место                        | Ссылка                              |
| ----------- | -------------- | ----------------------------------- | ----------------------------------- | ----------------------------------- | ----------------------------------- |
| 28 авг 2015 | Кардрона       | Джеймс Вудс (3)                     | Эйстейн Бротен                      | Джосс Кристенсен                    |                                     |
| 24 янв 2016 | Мэммот-Маунтин | Джосс Кристенсен (2)                | Макрэй Уильямс                      | Эйстейн Бротен                      |                                     |
| 6 фев 2016  | Парк-Сити      | Этап отменён из-за недостатка снега | Этап отменён из-за недостатка снега | Этап отменён из-за недостатка снега | Этап отменён из-за недостатка снега |
| 20 фев 2016 | Пхёнчхан       | Алекс Белльмар (1)                  | Хенрик Харлаут                      | Джосси Уэллс                        |                                     |
| 5 мар 2016  | Сильваплана    | Андри Рагеттли (1)                  | Фабиан Бёш                          | Эйстейн Бротен                      |                                     |

#### Биг-эйр
| Дата        | Место  | Победитель       | Второе место   | Третье место   | Ссылка |
| ----------- | ------ | ---------------- | -------------- | -------------- | ------ |
| 12 фев 2016 | Бостон | Венсан Ганье (1) | Андри Рагеттли | Йонас Хунцикер |        |

#### Хафпайп
| Дата        | Место          | Победитель       | Второе место   | Третье место   | Ссылка |
| ----------- | -------------- | ---------------- | -------------- | -------------- | ------ |
| 23 авг 2015 | Кардрона       | Кевин Роллан (4) | Тома Криф      | Бенуа Валантен |        |
| 23 янв 2016 | Мэммот-Маунтин | Гас Кенуорти (2) | Дэвид Уайз     | Аарон Бланк    |        |
| 5 фев 2016  | Парк-Сити      | Аарон Бланк (2)  | Бенуа Валантен | Кевин Роллан   |        |
| 10 мар 2016 | Тинь           | Кевин Роллан (5) | Лайман Куррье  | Бенуа Валантен |        |

#### Ски-кросс
| Дата        | Место       | Победитель                                                           | Второе место                                                         | Третье место                                                         | Ссылка                                                               |
| ----------- | ----------- | -------------------------------------------------------------------- | -------------------------------------------------------------------- | -------------------------------------------------------------------- | -------------------------------------------------------------------- |
| 5 дек 2015  | Монтафон    | Кристофер Дель Боско (8)                                             | Брэди Леман                                                          | Филип Флисар                                                         |                                                                      |
| 11 дек 2015 | Валь Торанс | Кристофер Дель Боско (9)                                             | Филип Флисар                                                         | Брэди Леман                                                          |                                                                      |
| 12 дек 2015 | Валь Торанс | Жан-Фредерик Шапюи (7)                                               | Томас Харассер                                                       | Кристофер Дель Боско                                                 |                                                                      |
| 19 дек 2015 | Сан-Кандидо | Жан-Фредерик Шапюи (8)                                               | Брэди Леман                                                          | Йоханнес Рорвек                                                      |                                                                      |
| 20 дек 2015 | Сан-Кандидо | Виктор Элинг Норберг (6)                                             | Жан-Фредерик Шапюи                                                   | Сильвен Мьяйе                                                        |                                                                      |
| 16 янв 2016 | Ла-Плань    | Этап отменён из-за недостатка снега, перенесён в Ватлес на 17 января | Этап отменён из-за недостатка снега, перенесён в Ватлес на 17 января | Этап отменён из-за недостатка снега, перенесён в Ватлес на 17 января | Этап отменён из-за недостатка снега, перенесён в Ватлес на 17 января |
| 16 янв 2016 | Ватлес      | Жан-Фредерик Шапюи (9)                                               | Сильвен Мьяйе                                                        | Жонас Девуассу                                                       |                                                                      |
| 17 янв 2016 | Ватлес      | Йонас Ленхерр (1)                                                    | Алекс Фива                                                           | Брэди Леман                                                          |                                                                      |
| 23 янв 2016 | Накиска     | Жан-Фредерик Шапюи (10)                                              | Армин Нидерер                                                        | Брэди Леман                                                          |                                                                      |
| 6 фев 2016  | Ароза       | Этап отменён из-за недостатка снега, перенесён на 4 марта            | Этап отменён из-за недостатка снега, перенесён на 4 марта            | Этап отменён из-за недостатка снега, перенесён на 4 марта            | Этап отменён из-за недостатка снега, перенесён на 4 марта            |
| 13 фев 2016 | Идре        | Филип Флисар (5)                                                     | Кристофер Дель Боско                                                 | Кристоф Варштёттер                                                   |                                                                      |
| 14 фев 2016 | Идре        | Виктор Элинг Норберг (7)                                             | Томас Цангерль                                                       | Йонас Ленхерр                                                        |                                                                      |
| 20 фев 2016 | Тегернзе    | Этап отменён из-за тёплой погоды                                     | Этап отменён из-за тёплой погоды                                     | Этап отменён из-за тёплой погоды                                     | Этап отменён из-за тёплой погоды                                     |
| 21 фев 2016 | Тегернзе    | Этап отменён из-за тёплой погоды                                     | Этап отменён из-за тёплой погоды                                     | Этап отменён из-за тёплой погоды                                     | Этап отменён из-за тёплой погоды                                     |
| 28 фев 2016 | Пхёнчхан    | Бастьен Мидоль (1)                                                   | Пауль Эккерт                                                         | Жан-Фредерик Шапюи                                                   |                                                                      |
| 4 мар 2016  | Ароза       | Семён Денщиков (1)                                                   | Виктор Элинг Норберг                                                 | Кристофер Дель Боско                                                 |                                                                      |
| 13 мар 2016 | Скво-Вэлли  | Этап отменён в январе                                                | Этап отменён в январе                                                | Этап отменён в январе                                                | Этап отменён в январе                                                |
| 19 мар 2016 | Блю-Маунтин | Этап отменён                                                         | Этап отменён                                                         | Этап отменён                                                         | Этап отменён                                                         |

#### Зачёты дисциплин
| № | Спортсмен           | Очки |
| - | ------------------- | ---- |
| 1 | Александр Абраменко | 310  |
| 2 | Максим Густик       | 276  |
| 3 | Пётр Медулич        | 244  |
| 4 | Ци Гуанпу           | 226  |
| 5 | Илья Буров          | 214  |

| № | Спортсмен         | Очки |
| - | ----------------- | ---- |
| 1 | Микаэль Кингсбери | 705  |
| 2 | Мэтт Грэм         | 378  |
| 3 | Бенжамен Каве     | 378  |
| 4 | Филипп Маркис     | 348  |
| 5 | Джими Салонен     | 272  |

| № | Спортсмен        | Очки |
| - | ---------------- | ---- |
| 1 | Андри Рагеттли   | 262  |
| 2 | Эйстейн Бротен   | 248  |
| 3 | Макрэй Уильямс   | 222  |
| 4 | Джеймс Вудс      | 221  |
| 5 | Джосс Кристенсен | 160  |

| № | Спортсмен      | Очки |
| - | -------------- | ---- |
| 1 | Кевин Роллан   | 296  |
| 2 | Аарон Бланк    | 245  |
| 3 | Бенуа Валантен | 245  |
| 4 | Лайман Куррье  | 162  |
| 5 | Броби Лидс     | 136  |

| № | Спортсмен            | Очки |
| - | -------------------- | ---- |
| 1 | Жан-Фредерик Шапюи   | 694  |
| 2 | Кристофер Дель Боско | 554  |
| 3 | Брэди Леман          | 523  |
| 4 | Виктор Элинг Норберг | 413  |
| 5 | Филип Флисар         | 379  |

### Женщины

#### Акробатика
| Дата        | Место         | Победительница                                             | Второе место                                               | Третье место                                               | Ссылка                                                     |
| ----------- | ------------- | ---------------------------------------------------------- | ---------------------------------------------------------- | ---------------------------------------------------------- | ---------------------------------------------------------- |
| 19 дек 2015 | Пекин         | Эшли Колдуэлл (4)                                          | Чжан Синь                                                  | Кайли Маккиннон                                            |                                                            |
| 20 дек 2015 | Пекин         | Кун Фанъюй (2)                                             | Эшли Колдуэлл                                              | Цзюань Хойлинь                                             |                                                            |
| 15 янв 2016 | Лейк-Плэсид   | Этап отменён из-за недостатка снега, перенесён в Дир-Вэлли | Этап отменён из-за недостатка снега, перенесён в Дир-Вэлли | Этап отменён из-за недостатка снега, перенесён в Дир-Вэлли | Этап отменён из-за недостатка снега, перенесён в Дир-Вэлли |
| 16 янв 2016 | Лейк-Плэсид   | Этап отменён из-за недостатка снега, перенесён в Дир-Вэлли | Этап отменён из-за недостатка снега, перенесён в Дир-Вэлли | Этап отменён из-за недостатка снега, перенесён в Дир-Вэлли | Этап отменён из-за недостатка снега, перенесён в Дир-Вэлли |
| 4 фев 2016  | Дир-Вэлли     | Ян Юй (3)                                                  | Саманта Уэллс                                              | Александра Орлова                                          |                                                            |
| 5 фев 2016  | Дир-Вэлли     | Чжан Синь (4)                                              | Даниэль Скотт                                              | Эшли Колдуэлл                                              |                                                            |
| 13 фев 2016 | Москва        | Алина Гриднева (1)                                         | Жанбота Алдабергенова                                      | Мэдисон Олсен                                              |                                                            |
| 20 фев 2016 | Минск         | Эшли Колдуэлл (5)                                          | Даниэль Скотт                                              | Александра Романовская                                     |                                                            |
| 27 фев 2016 | Сьерра-Невада | Этап отменён                                               | Этап отменён                                               | Этап отменён                                               | Этап отменён                                               |

#### Могул
| Дата        | Место       | Вид | Победительница                      | Второе место                        | Третье место                        | Ссылка                              |
| ----------- | ----------- | --- | ----------------------------------- | ----------------------------------- | ----------------------------------- | ----------------------------------- |
| 12 дек 2015 | Рука        | ПМ  | Микаэла Мэттьюз ()                  | Регина Рахимова                     | Хлоэ Дюфур-Лапуант                  |                                     |
| 14 янв 2016 | Лейк-Плэсид | М   | Этап отменён из-за недостатка снега | Этап отменён из-за недостатка снега | Этап отменён из-за недостатка снега | Этап отменён из-за недостатка снега |
| 23 янв 2016 | Сен-Ком     | М   | Жюстин Дюфур-Лапуант (10)           | Хлоэ Дюфур-Лапуант                  | Максим Дюфур-Лапуант                |                                     |
| 30 янв 2016 | Калгари     | М   | Хлоэ Дюфур-Лапуант ()               | Жюстин Дюфур-Лапуант                | Анди Нод                            |                                     |
| 4 фев 2016  | Дир-Вэлли   | М   | Жюстин Дюфур-Лапуант (11)           | Юлия Галышева                       | Хлоэ Дюфур-Лапуант                  |                                     |
| 6 фев 2016  | Дир-Вэлли   | ПМ  | Жюстин Дюфур-Лапуант (12)           | Юлия Галышева                       | Джелин Кауф                         |                                     |
| 27 фев 2016 | Тадзава     | М   | Перрин Лаффон ()                    | Хлоэ Дюфур-Лапуант                  | Одри Робишо                         |                                     |
| 28 фев 2016 | Тадзава     | ПМ  | Дебора Сканцио ()                   | Одри Робишо                         | Хлоэ Дюфур-Лапуант                  |                                     |
| 5 мар 2016  | Москва      | ПМ  | Перрин Лаффон ()                    | Анди Нод                            | Вессель Хедвиг                      |                                     |

#### Слоупстайл
| Дата        | Место          | Победительница                      | Второе место                        | Третье место                        | Ссылка                              |
| ----------- | -------------- | ----------------------------------- | ----------------------------------- | ----------------------------------- | ----------------------------------- |
| 28 авг 2015 | Кардрона       | Тириль Шостад Кристиансен ()        | Сильвия Бертанья                    | Лиза Циммерман                      |                                     |
| 24 янв 2016 | Мэммот-Маунтин | Юки Цубота ()                       | Джулия Танно                        | Эмма Дальстрём                      |                                     |
| 6 фев 2016  | Парк-Сити      | Этап отменён из-за недостатка снега | Этап отменён из-за недостатка снега | Этап отменён из-за недостатка снега | Этап отменён из-за недостатка снега |
| 21 фев 2016 | Пхёнчхан       | Тириль Шостад Кристиансен ()        | Мэгги Вуазин                        | Эмма Дальстрём                      |                                     |
| 5 мар 2016  | Сильваплана    | Эмма Дальстрём ()                   | Джулия Танно                        | Мэгги Вуазин                        |                                     |

#### Биг-эйр
| Дата        | Место  | Победительница    | Второе место   | Третье место              | Ссылка |
| ----------- | ------ | ----------------- | -------------- | ------------------------- | ------ |
| 12 фев 2016 | Бостон | Лиза Циммерман () | Эмма Дальстрём | Тириль Шостад Кристиансен |        |

#### Хафпайп
| Дата        | Место          | Победитель        | Второе место  | Третье место  | Ссылка |
| ----------- | -------------- | ----------------- | ------------- | ------------- | ------ |
| 23 авг 2015 | Кардрона       | Девин Логан ()    | Джанина Кузма | Аяна Онодзука |        |
| 22 янв 2016 | Мэммот-Маунтин | Аяна Онодзука (2) | Девин Логан   | Джанина Кузма |        |
| 5 фев 2016  | Парк-Сити      | Мэдди Боуман (4)  | Аяна Онодзука | Мари Мартино  |        |
| 10 мар 2016 | Тинь           | Мэдди Боуман (5)  | Аннализа Дрю  | Мари Мартино  |        |

#### Ски-кросс
| Дата        | Место       | Победительница                                                       | Второе место                                                         | Третье место                                                         | Ссылка                                                               |
| ----------- | ----------- | -------------------------------------------------------------------- | -------------------------------------------------------------------- | -------------------------------------------------------------------- | -------------------------------------------------------------------- |
| 5 дек 2015  | Монтафон    | Мариэль Томпсон (10)                                                 | Анна Хольмлунд                                                       | Катрин Офнер                                                         |                                                                      |
| 11 дек 2015 | Валь Торанс | Анна Хольмлунд (14)                                                  | Сандра Неслунд                                                       | Офели Давид                                                          |                                                                      |
| 12 дек 2015 | Валь Торанс | Анна Хольмлунд (15)                                                  | Ализе Барон                                                          | Андреа Лимбахер                                                      |                                                                      |
| 19 дек 2015 | Сан-Кандидо | Хайди Цахер (2)                                                      | Анна Хольмлунд                                                       | Сандра Неслунд                                                       |                                                                      |
| 20 дек 2015 | Сан-Кандидо | Андреа Лимбахер (3)                                                  | Келси Серва                                                          | Ализе Барон                                                          |                                                                      |
| 16 янв 2016 | Ла-Плань    | Этап отменён из-за недостатка снега, перенесён в Ватлес на 17 января | Этап отменён из-за недостатка снега, перенесён в Ватлес на 17 января | Этап отменён из-за недостатка снега, перенесён в Ватлес на 17 января | Этап отменён из-за недостатка снега, перенесён в Ватлес на 17 января |
| 16 янв 2016 | Ватлес      | Анна Хольмлунд (16)                                                  | Ализе Барон                                                          | Андреа Лимбахер                                                      |                                                                      |
| 17 янв 2016 | Ватлес      | Мариэль Томпсон (11)                                                 | Анна Хольмлунд                                                       | Хайди Цахер                                                          |                                                                      |
| 23 янв 2016 | Накиска     | Мариэль Томпсон (12)                                                 | Анна Хольмлунд                                                       | Андреа Лимбахер                                                      |                                                                      |
| 6 фев 2016  | Ароза       | Этап отменён из-за недостатка снега, перенесён на 4 марта            | Этап отменён из-за недостатка снега, перенесён на 4 марта            | Этап отменён из-за недостатка снега, перенесён на 4 марта            | Этап отменён из-за недостатка снега, перенесён на 4 марта            |
| 13 фев 2016 | Идре        | Анна Хольмлунд (17)                                                  | Мариэль Томпсон                                                      | Сандра Неслунд                                                       |                                                                      |
| 14 фев 2016 | Идре        | Мариэль Томпсон (13)                                                 | Сандра Неслунд                                                       | Ализе Барон                                                          |                                                                      |
| 20 фев 2016 | Тегернзе    | Этап отменён из-за тёплой погоды                                     | Этап отменён из-за тёплой погоды                                     | Этап отменён из-за тёплой погоды                                     | Этап отменён из-за тёплой погоды                                     |
| 21 фев 2016 | Тегернзе    | Этап отменён из-за тёплой погоды                                     | Этап отменён из-за тёплой погоды                                     | Этап отменён из-за тёплой погоды                                     | Этап отменён из-за тёплой погоды                                     |
| 28 фев 2016 | Пхёнчхан    | Андреа Лимбахер (4)                                                  | Келси Серва                                                          | Анна Хольмлунд                                                       |                                                                      |
| 4 мар 2016  | Ароза       | Анна Хольмлунд (18)                                                  | Мариэль Томпсон                                                      | Ализе Барон                                                          |                                                                      |
| 13 мар 2016 | Скво-Вэлли  | Этап отменён в январе                                                | Этап отменён в январе                                                | Этап отменён в январе                                                | Этап отменён в январе                                                |
| 19 мар 2016 | Блю-Маунтин | Этап отменён                                                         | Этап отменён                                                         | Этап отменён                                                         | Этап отменён                                                         |

#### Зачёты дисциплин
| № | Спортсменка       | Очки |
| - | ----------------- | ---- |
| 1 | Эшли Колдуэлл     | 409  |
| 2 | Даниэль Скотт     | 325  |
| 3 | Алина Гриднева    | 247  |
| 4 | Александра Орлова | 242  |
| 5 | Чжан Синь         | 232  |

| № | Спортсменка          | Очки |
| - | -------------------- | ---- |
| 1 | Хлоэ Дюфур-Лапуант   | 494  |
| 2 | Жюстин Дюфур-Лапуант | 471  |
| 3 | Перрин Лаффон        | 414  |
| 4 | Юлия Галышева        | 318  |
| 5 | Анди Нод             | 306  |

| № | Спортсменка               | Очки |
| - | ------------------------- | ---- |
| 1 | Тириль Шостад Кристиансен | 345  |
| 2 | Эмма Дальстрём            | 300  |
| 3 | Лиза Циммерман            | 224  |
| 4 | Юки Цубота                | 210  |
| 5 | Джулия Танно              | 208  |

| № | Спортсменка   | Очки |
| - | ------------- | ---- |
| 1 | Аяна Онодзука | 290  |
| 2 | Девин Логан   | 260  |
| 3 | Мэдди Боуман  | 245  |
| 4 | Джанина Кузма | 214  |
| 5 | Аннализа Дрю  | 159  |

| № | Спортсмен       | Очки |
| - | --------------- | ---- |
| 1 | Анна Хольмлунд  | 975  |
| 2 | Мариэль Томпсон | 737  |
| 3 | Ализе Барон     | 612  |
| 4 | Сандра Неслунд  | 556  |
| 5 | Андреа Лимбахер | 527  |

### Команды
| Дата        | Место       | Дисциплина | Победители                                    | Второе место                                                       | Третье место                                                   | Ссылка                        |
| ----------- | ----------- | ---------- | --------------------------------------------- | ------------------------------------------------------------------ | -------------------------------------------------------------- | ----------------------------- |
| 20 дек 2015 | Пекин       | Акробатика | Китай I · Кун Фанъюй · Ци Гуанпу · Лю Чжунцин | Беларусь I · Александра Романовская · Денис Осипов · Максим Густик | Россия II · Александра Орлова · Павел Кротов · Василий Поленов |                               |
| 16 янв 2016 | Лейк-Плэсид | Ски-кросс  | Отмена из-за недостатка снега                 | Отмена из-за недостатка снега                                      | Отмена из-за недостатка снега                                  | Отмена из-за недостатка снега |